# Sveti Matej
Sveti Matej is een plaats in de gemeente Gornja Stubica in de Kroatische provincie Krapina-Zagorje. De plaats telt 631 inwoners (2001).